# Roberto Pulo
Roberto Pulo (em latim: Robertus Pullus; em inglês:  Robert Pullen, Pullan ou Pully; c. 1080 – c. 1146) foi um cardeal, filósofo e teólogo inglês do século XII.

## Vida
Roberto nasceu no Reino da Inglaterra e estudou na Universidade de Paris nas primeiras décadas do século XII. Em 1133, começou a lecionar em Oxford, sendo um dos primeiros dos celebrados professores das escolas que depois seriam organizadas na Universidade de Oxford.
Depois da morte do rei Henrique I da Inglaterra (1135), retornou a Paris e, de lá, foi a Roma onde o papa fê-lo cardeal de Santo Eusébio e chanceler da Sé Apostólica. Segundo a "Vida de São Bernardo" e as cartas de Guilherme de Saint-Thierry, sabemos que Roberto sempre esteve do lado da ortodoxia católica e lutou contra as incursões racionalistas representadas pelas teorias de Pedro Abelardo. 

## Obras
Roberto escreveu um compêndio de teologia intitulado "Sententiarum Theologicarum Libri Octo", que, por um tempo, foi o texto oficial de teologia nas escolas da Europa Ocidental até ser suplantado pelos "Libri Sententiarum" de Pedro Lombardo. Enquanto Roberto se mostrava mais inclinado à interpretação estrita da tradição eclesiástica, Pedro já se inclinava às crescentes necessidades do método dialético no estudo da teologia e da filosofia, uma tendência que abriu caminho para a teologia escolástica, que dominaria os séculos seguintes.
A "Summa" de Roberto foi publicada pela primeira vez pelo maurista Dom Hugo Mathoud (Paris, 1655), que foi depois republicada por Migne na Patrologia Latina (CLXXXVI, 639 sqq.).

## Atribuição
- "Robert Pullus" na edição de 1913 da Enciclopédia Católica (em inglês).  Em domínio público.